# Ławoczkin
Stowarzyszenie Naukowo-Produkcyjne Siemiona A. Ławoczkina (ros. Научно-производственное объединение им. С. А. Лавочкина) – rosyjskie przedsiębiorstwo lotnicze założone w 1937 roku przez Siemiona Ławoczkina. Obecnie jego prezesem jest Wiktor Chartow.

## Przegląd
Przedsiębiorstwo projektuje i wytwarza statki kosmiczne, jak np. Fregat, Ikar; satelity czy sondy międzyplanetarne. Jest wykonawcą wielu programów wojskowych, jak np. satelita wczesnego ostrzegania Oko, innych programów - Prognoz i Araks oraz cywilnego projektu Kupon.

## Historia
Przedsiębiorstwo zostało założone w 1937 roku jako OKB-301 w celu projektowania samolotów dla ZSRR. Ławoczkin otrzymał wiele wyróżnień za serię nowoczesnych myśliwców używanych w czasie i po II wojnie światowej. Po wojnie konstruktor zaczął prace nad pociskami odrzutowymi. Po nagłej śmierci Ławoczkina w 1960 roku, biuro zostało zamknięte, jednak później ponownie je otwarto pod nazwą NPO Ławoczkin. Biuro wyspecjalizowało się w opracowywaniu bezzałogowych statków kosmicznych do eksploracji kosmosu. Zbudowano w nim sondy kosmiczne do badań Księżyca pod kryptonimem Łuna, Wenus - program Wenera. Później projektanci z Ławoczkina brali m.in. udział w programach kosmicznych Wega oraz nieudanych Fobos i Fobos-Grunt.

## Samoloty
- ŁaGG-1
- ŁaGG-3
- Ła-5
- Ła-7
- Ła-9
- Ła-11
- Ła-15
- Ła-17
- Ła-120
- Ła-126
- Ła-130
- Ła-132
- Ła-134
- Ła-138
- Ła-140
- Ła-150
- Ła-152
- Ła-154
- Ła-156
- Ła-160
- Ła-168
- Ła-174
- Ła-176
- Ła-180
- Ła-190
- Ła-200
- Ła-250 Anakonda

## Rakiety i pociski
- Burja
- Fregat

### Systemy rakiet przeciwlotniczych
- S-25 Berkut (SA-1 "Guild")
- S-75 Dwina (SA-2 "Guideline")

## Statki i pojazdy kosmiczne
- Astron
- Łunochod
  - Łunochod 201
  - Łunochod 1
  - Łunochod 2
  - Łunochod 3
- Program Wenera
  - Sputnik 7
  - Wenera 1
  - Sputnik 19
  - Sputnik 20
  - Sputnik 21
  - Kosmos 27
  - Wenera 2
  - Wenera 3
  - Wenera 4
  - Wenera 5
  - Wenera 6
  - Wenera 7
  - Wenera 8
  - Kosmos 482
  - Wenera 9
  - Wenera 10
  - Wenera 11
  - Wenera 12
  - Wenera 13
  - Wenera 14
  - Wenera 15
  - Wenera 16
- Program Wega
  - Wega 1
  - Wega 2
- Mars-96
- Oko
- Fobos-Grunt
- Łuna-Głob